# Istoria criptologiei
Istoria criptografiei începe acum câteva mii de ani. Până în secolul al XX-lea, tehnicile criptografice erau exclusiv destinate operatorilor umani, care foloseau la calcule doar creionul și hârtia, sau alte dispozitive rudimentare. În urma progreselor tehnologice din secolul al XX-lea, în special în domeniile electronicii și calculatoarelor, schemele de criptare au devenit din ce în ce mai elaborate și mai complexe.

## În Antichitate

### Primele metode de încifrare

#### Cel mai vechi document încifrat
Primul document încifrat dateaza din Antichitate. Este vorba despre o tăbliță de argilă, gasită în Irak, ce datează din secolul XVI î.Hr. Pe aceasta, un olar a gravat rețeta sa secretă prin suprimarea consoanelor și modificarea ortografiei cuvintelor.

##### Tehnica grecească
Între secolele X si VII î.Hr., grecii utilizau în scopuri militare o tehnică de încifrare codificare prin transpunere, intervertire, adică schimbarea poziției literelor din mesaj. Ei foloseau un scytal (scytale), numit și bagheta lui Plutarque, în jurul căreia rulau în spirale alipite o bandă de piele pe care scriau mesajul. O data desfacut, mesajul era trimis destinatarului care trebuia să posede o baghetă identică, necesară descifrării.
Numai persoana ce dispunea de o baghetă de diametru identic celei pe care a fost scris mesajul, putea să-l descifreze.
Principalul defect al acestui sistem constă în faptul că o baghetă de un diametru aproximativ egal era îndeajuns pentru a descifra textul. Securitatea consta, însă, în păstrarea secretului procedeului de codare.